# Die Legende des Sagor
Die Legende des Sagor ist ein Brettspiel von Ian Livingstone und Martin McKenna, das sich (ähnlich wie das Brettspiel HeroQuest) an Fantasy-Rollenspiele anlehnt. Die Legende des Sagor verwendete eine – zum Zeitpunkt seines Erscheinens neuartige – Spielelektronik, die einen batteriebetriebenen Sprachcomputer enthält. Die Legende des Sagor erschien lediglich in Europa.

## Spielaufbau
Das Spiel enthält ein dreidimensionales Spielfeld aus drei Teilen, die durch eine Treppe bzw. eine Hängebrücke verbunden sind. Der dritte Teil des Spielplans enthält auch den Sprachcomputer, auf dem sechs Knöpfe angebracht sind: Vier der Knöpfe sind den Helden zugeordnet und dienen dazu, bestimmte Ereignisse (in der Regel Kämpfe) auszulösen, einer dient zum Starten des Spiels, mit dem letzten Knopf kann die vorangegangene Mitteilung des Sprachcomputers wiederholt werden. Den vier Heldenminiaturen  aus Plastik – die an Tabletop-Figuren erinnern – stehen 16 Monster und der böse Zauberer Sagor, den Livingston bereits in seinem Spielbuch „Der Hexenmeister vom flammenden Berg“ als Bösewicht verwendete, selbst gegenüber. Das Spielbrett wird mit Gangkärtchen ausgelegt, die im Verlauf des Spiels weitere Ereignisse auslösen. Außerdem enthält das Spiel verschiedene Spielmarken, die Waffen, Rüstungsteile und Ausrüstung darstellen, sowie Goldmünzen mit verschiedenen Wertangaben, Charakterbögen, Zauberspruch- und Schatztruhen-Karten sowie einen zehnseitigen Spielwürfel.

## Spielverlauf

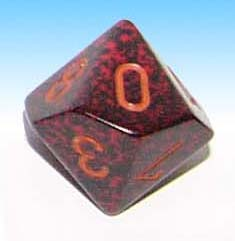
10-seitiger Spielwürfel.

Jeder Spieler übernimmt die Rolle eines Helden (Barbar, Zwerg, Krieger oder Zauberer), die sich vor allem durch unterschiedliche Kampfwerte unterscheiden, die auf den dazugehörigen Charakterbögen angegeben sind. Da der elektronische Sprachcomputer die Rolle des bösen Gegenspielers übernimmt, kann auch ein Spieler (ähnlich wie im Brettspiel Drachenhort) allein gegen das Spiel antreten. Vor Beginn des Spiels dürfen sich die Spieler mit Waffen, Rüstungsteilen und Zaubersprüchen in Form von Spielmarken und Spielkarten ausrüsten, dann wird der Sprachcomputer aktiviert, der einen der Spieler auffordert, das Spiel zu beginnen. Das Verlies, das die Spieler durchqueren müssen, um schließlich dem bösen Zauberer selbst gegenüberzutreten, besteht aus 16 Räumen, in denen sich jeweils ein Monster aufhält. Zwischen den Räumen befinden sich Gänge, deren Steinfliesen beim Betreten durch eine Spielfigur umgedreht werden, um ein positives oder negatives Ereignis auszulösen. Betritt ein Held einen Raum, wird dies dem Sprachmodul mitgeteilt, das die Stärke und Widerstandsfähigkeit des Monsters in diesem Raum ansagt, bevor es zum Kampf kommt, die mit zehnseitigen Spielwürfel ausgetragen werden. War der Spieler siegreich, erhält er Schatztruhen (in Kartenform), die er benötigt, um den Sagor und dessen Drachen zu besiegen. Auch Kämpfe gegen Mitspieler sind möglich, um diesen beispielsweise Ausrüstungsgegenstände abzunehmen. Mitunter treten Zufallsereignisse auf, die durch den Sprachcomputer mitgeteilt werden, der sich auch merkt, ob ein Spieler längere Zeit keinen Raum mehr betreten hat, um diesen gegebenenfalls zu bestrafen.

## Rezension
- Spielphase schreibt dazu unter anderem: „Die Legende des Sagor ist nicht gut gelungen. Es gibt nur den einen Schwierigkeitsgrad und....die Monster der ersten beiden Stufen sind viel zu einfach auszuschalten....Der Sprach-Chip ist leider auch viel zu limitiert und eintönig.“[1]
- Westpark Gamers schreiben: „Das Spielmaterial ist erst einmal umwerfend: Ein grosses Dungeon mit 3 Leveln wird aufwendig aus tollen und farbigen Plastikfiguren aufgebaut. Es gibt sogar eine richtige Hängebrücke, alles ist plastisch in 3D gestaltet, und gut konzipiert und durchdacht.... Zusammen mit den Sounds, dem tollen Ambiente und einer gut gestimmten Abenteurergruppe, die sich darauf einlässt, kann dies wirklich ein sehr unterhaltsames Spiel sein.“[2]

## Sonstiges
- Zu dem Spiel existiert ein gleichnamiges, englischsprachiges Spielbuch aus dem Jahr 1993, das ebenfalls von Ian Livingstone geschrieben wurde.
- Ein vergleichbares Produkt mit interaktiver Spielmechanik war Atmosfear – Der Herr der Schlüssel, das 1991 bei Schmidt Spiele erschien: Es enthielt eine 60-minütige VHS-Kassette, auf der der eponyme Herr der Schlüssel zu sehen war, der die Spieler durch das Spiel führte. Das Spiel erschien in den 2000er Jahren auch auf DVD.